# Walmer Bridge
Walmer Bridge – wieś w Anglii, w hrabstwie Lancashire, w dystrykcie South Ribble. Leży 46 km na północny zachód od miasta Manchester i 304 km na północny zachód od Londynu.